# Chiesa di Santa Maria a Marciano
La Chiesa di Santa Maria a Marciano, intitolata a  Maria Santissima, è una chiesa di Piana di Monte Verna.

## Ubicazione
La chiesa sorge a fianco del cimitero di Piana di Monte Verna e affaccia uno slargo immediatamente prossimo alla strada provinciale 336 (già strada statale 87, "Sannitica"), al km 39, IV della stessa.

## Denominazione, iscrizioni antiche e ritrovamenti archeologici
La specifica "a Marciano" si fa risalire alla presenza di una villa e dei terreni della famiglia romana Marciano. Nel 1882 furono ritrovati strutture in mattoni (vasche e canali) ricondotti a un edificio termale di pertinenza della villa. La prima attestazione del toponimo Marciano si fa risalire alla bolla di Gerberto, arcivescovo di Capua, a santo Stefano Minicillo, primo vescovo di Caiazzo datata 1º novembre 979. In effetti, come correttamente riporta Russo, la bolla riporta "Marcianisu".
Ancora oggi nelle strutture murarie esterne verso sud della chiesa sono alcuni frammenti lapidei tra cui una iscrizione su un cippo funerario (II - III secolo d.C.) che fa riferimento a Caecine Marciano; all'interno sono riutilizzati come colonne romane due frammenti antichi di spoglio, un miliare stradale (forse prima età repubblicana) con iscrizione, posta come sostegno sinistro dell'arco del presbiterio, e una colonna con iscrizione (datata 312 - 315) utilizzata come sostegno destro dell'arco del presbiterio. Affioramenti di materiali datati dal I secolo d.C. (ceramica sigillata) all'Alto Medioevo (ceramiche d'uso comune incise a pettine) sono stati rintracciati immediatamente a sud della chiesa, nei pressi del muro del cimitero.
A poca distanza dalla chiesa, oggi alle spalle del distributore di carburante, nei pressi dell'incrocio stradale, è il cosiddetto "monumento", una struttura romana in laterizi, da Melchiori ritenuta il sepolcro di Aulo Attilio Caiatino. I resti del monumento nel Medioevo furono significativamente usati per identificare la località come in "plana ad monumentum".

## Notizie storiche e documentarie
La chiesa di Santa Maria a Marciano è citata per la prima volta nella bolla di Gerberto, arcivescovo di Capua, a santo Stefano Minicillo, primo vescovo di Caiazzo datata 1º novembre 979. 
Giuseppe Faraone riportò oralmente a De Francesco della visita a santa Maria a Marciano del papa Urbano II nel 1093, letta in antico manoscritto di Carlo Marocco, ora disperso; la notizia a oggi non ha altra conferma.
La citazione successiva della chiesa è nel documento di donazione della chiesa al vescovo di Caiazzo Urso da parte di Rainulfo II, figlio di Roberto e conte di Caiazzo, datata agosto 1119 dove si legge "ecclesie sancte Dei genitricis et virginis Marie, que est constructa infra fines civitatis Caiatie, loco Marciano". 
Senza il supporto di documenti storici De Francesco ipotizza il passaggio al monastero benedettino di Santa Croce senza precisarne l'epoca. Una prova indiretta potrebbe essere l'assenza della chiesa nell'elenco delle chiese citate nelle decime del 1326, dove invece appaiono altre due chiese di Piana di Monte Verna e l'assenza della chiesa dalle prime visite pastorali dei vescovi di Caiazzo conservate (1590 - 1617). Iadone (manoscritto dei primi del 1800) aveva segnalato che Cristianisi (poi Ciprianisi) comprendeva il territorio dell'attuale santa Maria a Marciano che sarebbe passata nel 982 al monastero benedettino di Santa Croce (che sorge sul vicino colle) la donazione del 982 di Landolfo conte di Caiazzo.
Almeno dal 1618 la chiesa passò stabilmente alla diocesi di Caiazzo come attesta la visita pastorale del vescovo Filomarino del 1620 in cui riferisce di averla già visitata e descritta nel 1618.
Però De Francesco sostiene anche di riconoscere lo stemma del vescovo Acquaviva in quello parzialmente visibile sul portale, il che riporterebbe almeno a un passaggio intervenuto tra il 1592 e il 1617, come risulta dalla cronotassi. De Matteo ritiene il passaggio avvenuto tra il 1614 e il 1620 senza indicare la fonte.

## Datazione e struttura architettonica
Grazie all'analisi stilistica le strutture architettoniche della chiesa sono state riferite ai primi anni del XIV secolo forse come ampliamento e ammodernamento della chiesa altomedievale di cui il transetto ricalcherebbe il perimetro. 
Priva di fondamento è la tradizione riportata da De Francesco che riferisce l'erezione attuale come scioglimento di un voto di un cavaliere francese.
Sulla scorta dell'iscrizione riportata ai piedi di un affresco, la struttura architettonica attuale si fa risalire a poco dopo il 1330 e prima del 1334 data riportata in un affresco della cappella sinistra.
Le linee stilistiche generali dell'architettura sono certamente gotiche sebbene restaurate più volte, come dimostrano le finestre del romitorio e gli stucchi della facciata.

## Facciata
La facciata è a due livelli ed è coronata da un timpano triangolare. Le decorazioni della facciata sono delle paraste poste ai lati estremi e due cornici marcapiano che si curvano in corrispondenza dell'arco di accesso all'atrio e della finestra superiore. Tra l'arco di accesso e la finestra è una nicchia poco profonda; ospitava un affresco perduto.
L'arco della facciata introduce a un piccolo atrio voltato a crociera in cui si colloca il portale di accesso, con cornice archiacuta a più risalti che continua nei piedritti, realizzato in tufo grigio.

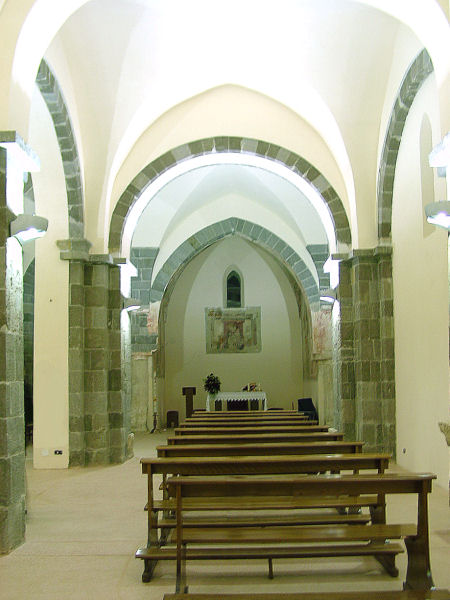
Piana di Monte Verna, chiesa di santa Maria a Marciano, interno verso il presbiterio

## Interno
L'interno è navata unica coperta con volte a crociera a sesto acuto organizzata su due campate di dimensioni leggermente difformi. 

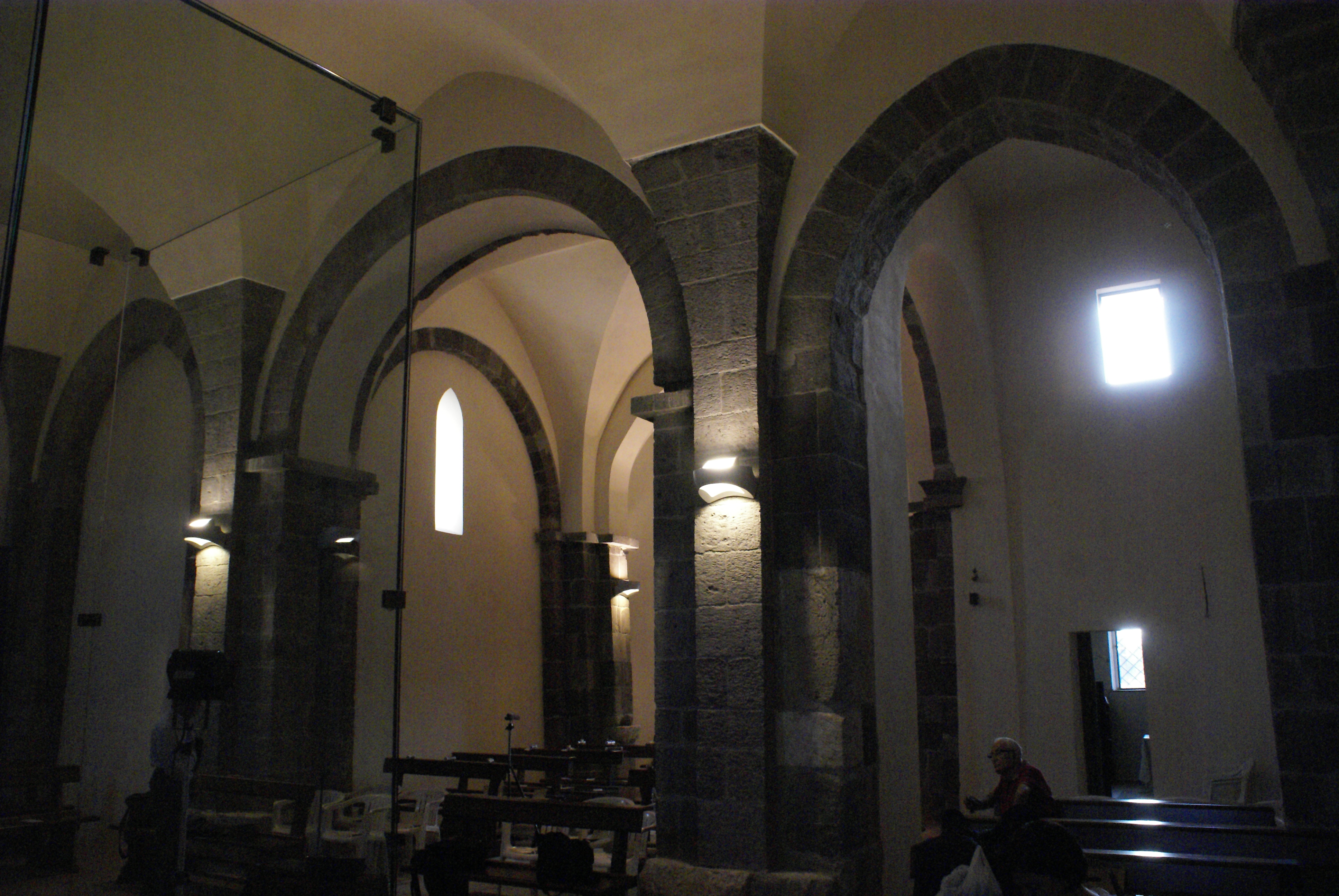
Piana di Monte Verna, chiesa di santa Maria a Marciano, transetto

Archi a pieno sesto rafforzano ogni luce delle campate ai lati e trasversalmente alla navata, alcuni con conci a vista. Sulla sinistra della seconda campata destra si apre un ambiente non voltato dal quale si accede a un piccolo ambiente di servizio. È stato ipotizzato che l'impianto originario gotico trecentesco fosse impostato su tre navate, di cui le due navate laterali non furono mai compiute. Lo segnalano gli archi acuti in tufo aperti sul transetto. Il transetto risulta quindi sporgente ed è voltato a crociera. Le pareti destre della navata e il transetto destro sono illuminati da monofore archiacute.

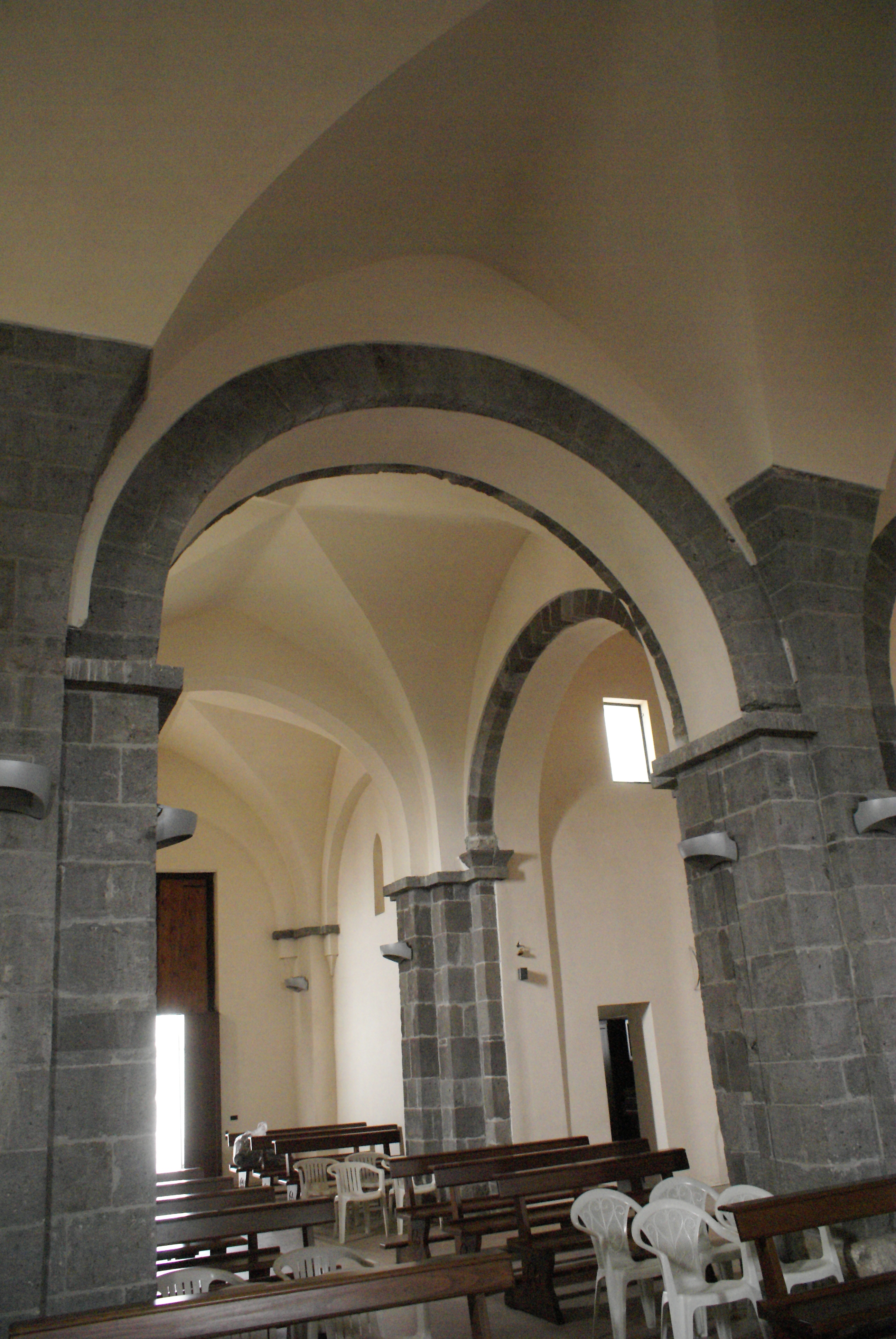
Piana di Monte Verna, chiesa di santa Maria a Marciano, navata dal transetto

Sulla parete di fondo del transetto si aprono tre cappelle rettangolari coperte con volte a crociera a sesto acuto di altezza pari a quella del transetto. La cappella centrale è adibita a presbiterio. Le tre cappelle sono illuminate da monofore trilobate (tranne quella centrale, di restauro).

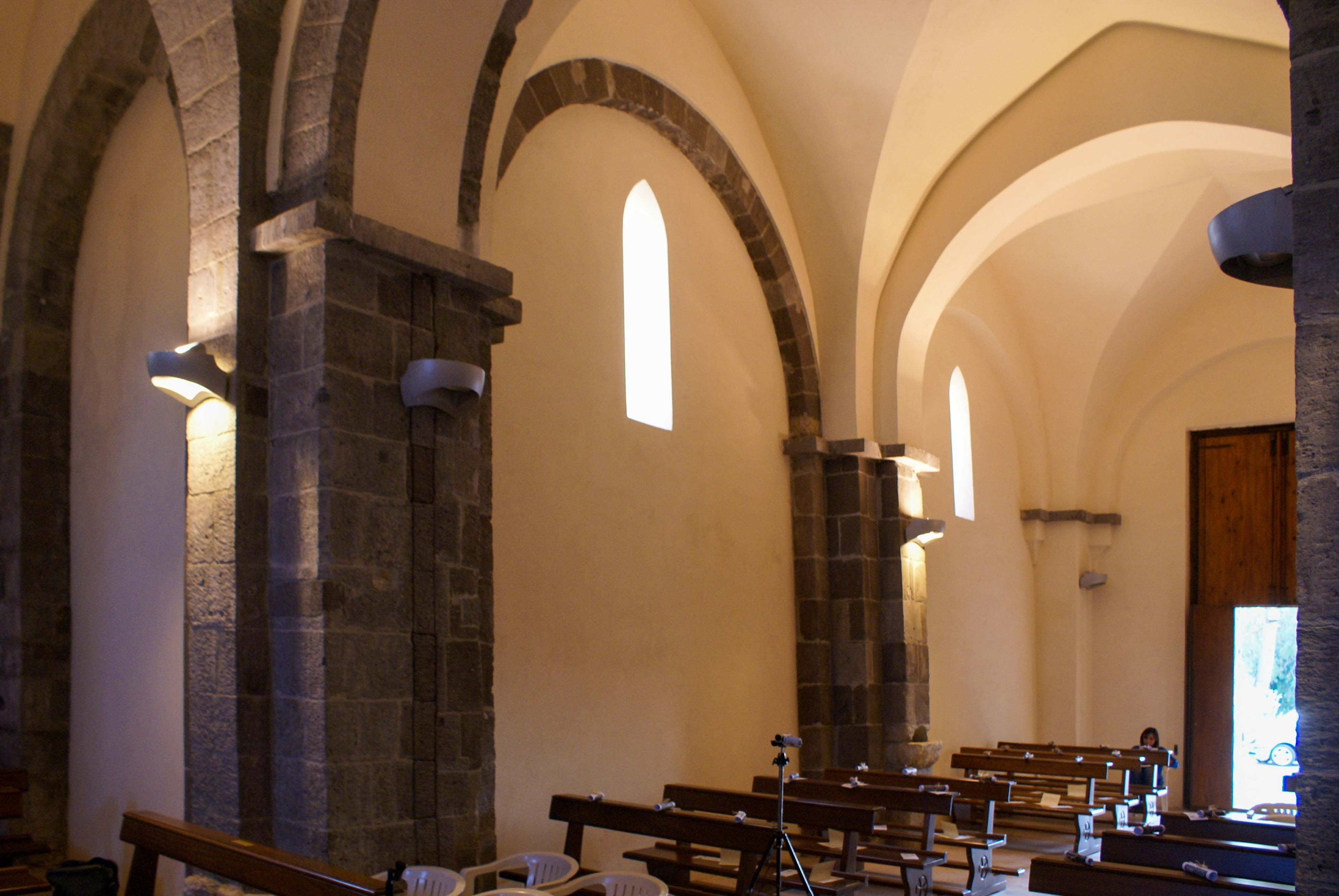
Piana di Monte Verna, chiesa di santa Maria a Marciano, transetto e navata

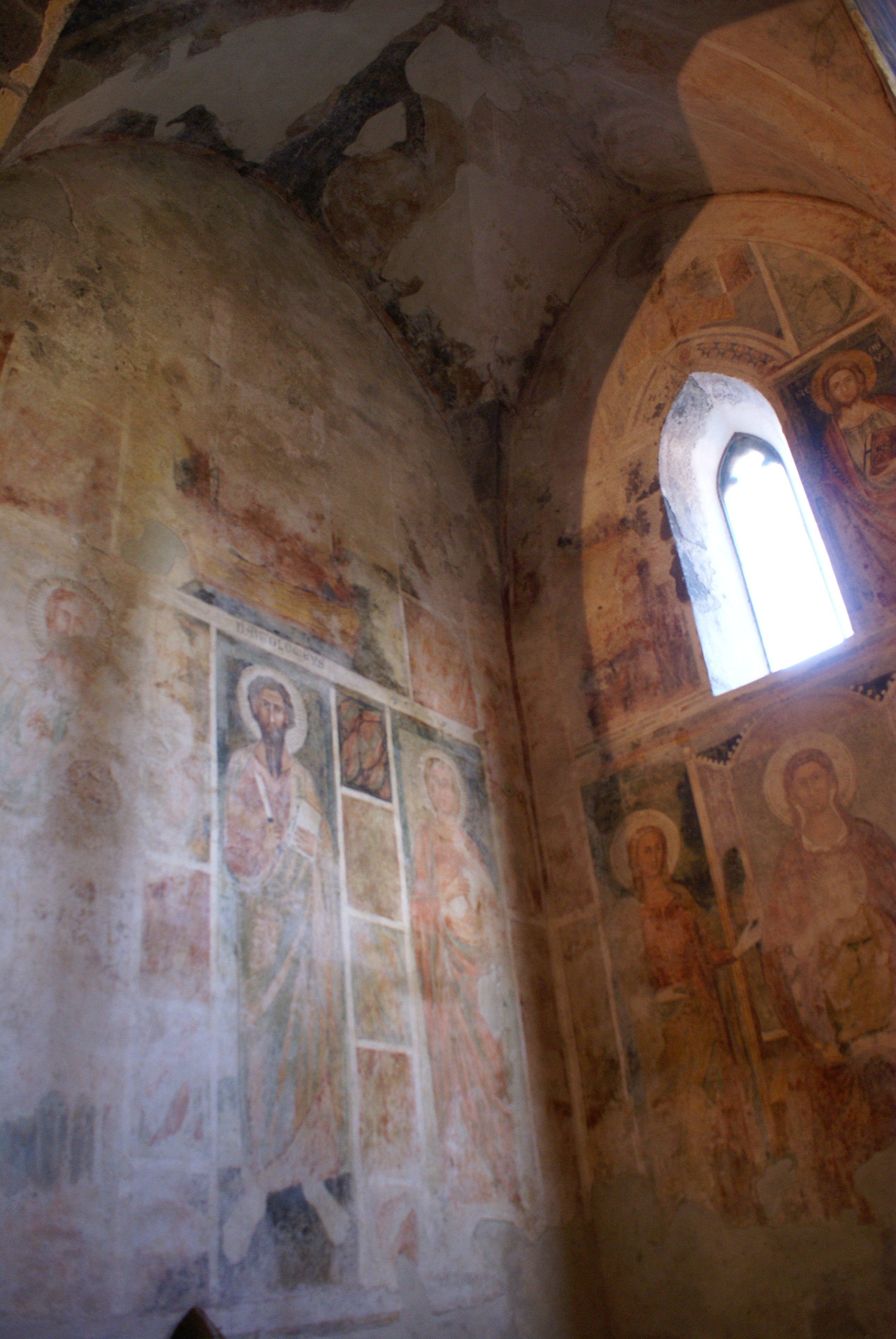
Piana di Monte Verna, chiesa di santa Maria a Marciano, cappella destra

## Campanile e romitorio
Il campanile è a pianta quadrata ed è posto all'innesto tra il transetto e la sua cappella sinistra. È ritmato da strette monofore rettangolari e dai cantonali, tutti realizzati in blocchi di tufo grigio squadrati. La sommità del campanile ospita una cella di volume cubico aperta da quattro arcate; al di sopra è un coronamento piriforme. 
La cella sommitale ospita una campana con lo stemma del vescovo De Sio, un rilievo con la Madonna col Bambino e la data 1624.
Al di sopra della chiesa si collocano gli ambienti di un romitorio. Vi si accede dalla scala che è ospitata nel campanile e cui si accede dalla cappella sinistra del transetto. 
La scala è a chiocciola, in pietra ed è datata al XIV secolo. La scala smonta su un terrazzo che si imposta sulle tre cappelle del transetto.
Al romitorio si accede mediante un portale in tufo a pieno sesto. Sulla facciata aperta sul terrazzo si aprono una finestre rettangolare con cornice in tufo e, in alto, tre strette monofore orizzontali strombate, sempre in tufo grigio.
Il portale immette in due ambienti sovrapposti al transetto, coperti con un tavolato ligneo. Il più grande dei due ospita sulla parete nord una grande bifora gotica archiacuta quattrocentesca. L'aspetto esterno della bifora mostra una cornice in tufo con colonnina in pietra calcarea. Un piccolo portale in tufo con arco ribassato realizzato probabilmente nei primi decenni del 1400 immette in secondo ambiente, più piccolo, sulla cui parete verso sud si apre un'altra bifora, molto più piccola e semplice della precedente, sempre con cornice esterna in tufo e colonnina in pietra calcarea ma di forma rettangolare. Nell'angolo di questo ambiente è un camino in tufo, pertinente all'impianto gotico trecentesco originario.

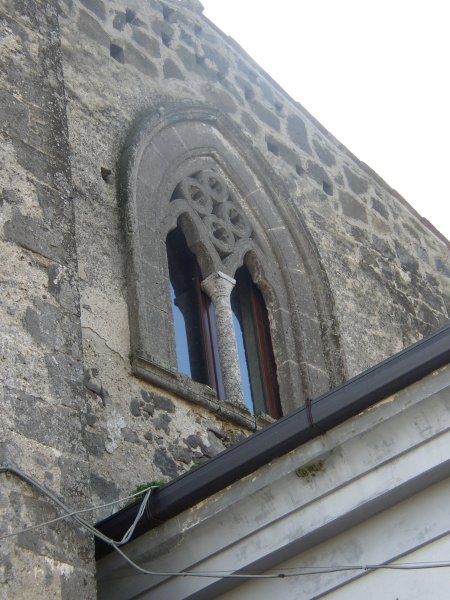
Piana di Monte Verna, chiesa di santa Maria a Marciano, bifora nord del romitorio

Dal primo ambiente si accede alla sala principale del romitorio (quella sovrapposto alla navata della chiesa); è coperto con capriate lignee a vista ed è illuminato da grandi finestre a profilo mistilineo, probabilmente settecentesche. Simili copertura e finestre ha anche l'ultima saletta, quella sovrapposta all'atrio.

## Opere d’arte
Nel pavimento della navata, in prossimità dell'ingresso, è la lapide della sepoltura comune delle consorelle della Confraternita dell'Immacolata, con incisa la data 1798. Sono scomparse le mattonelle maiolicate (riggiole) forse seicentesche ancora presenti nel 1917.

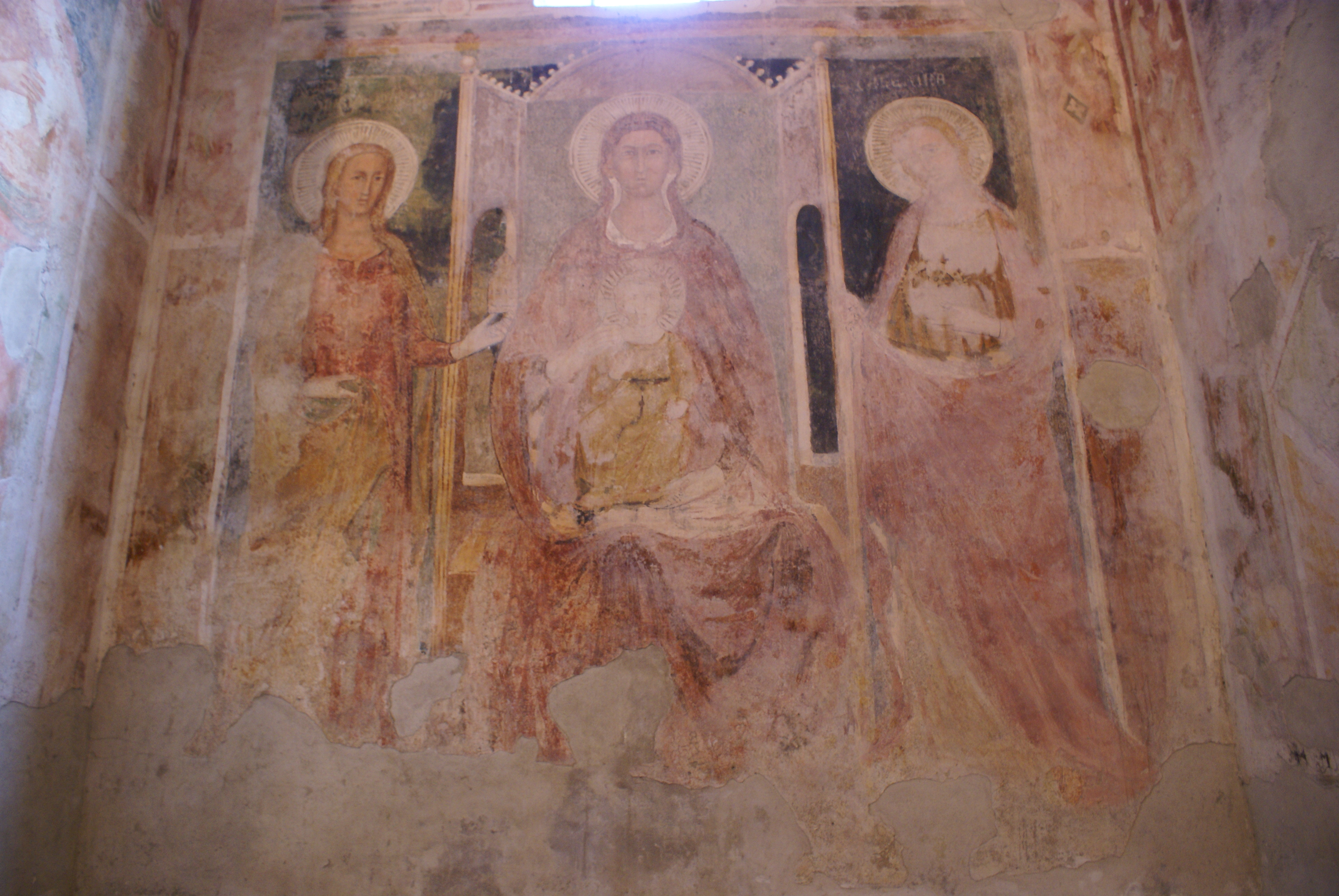
Piana di Monte Verna, chiesa di santa Maria a Marciano, affreschi tardogotici della cappella sinistra

La parete sinistra della testata del transetto e le pareti delle tre cappelle sono ricoperte da affreschi, realizzati in più fasi e restaurati nel 2017.

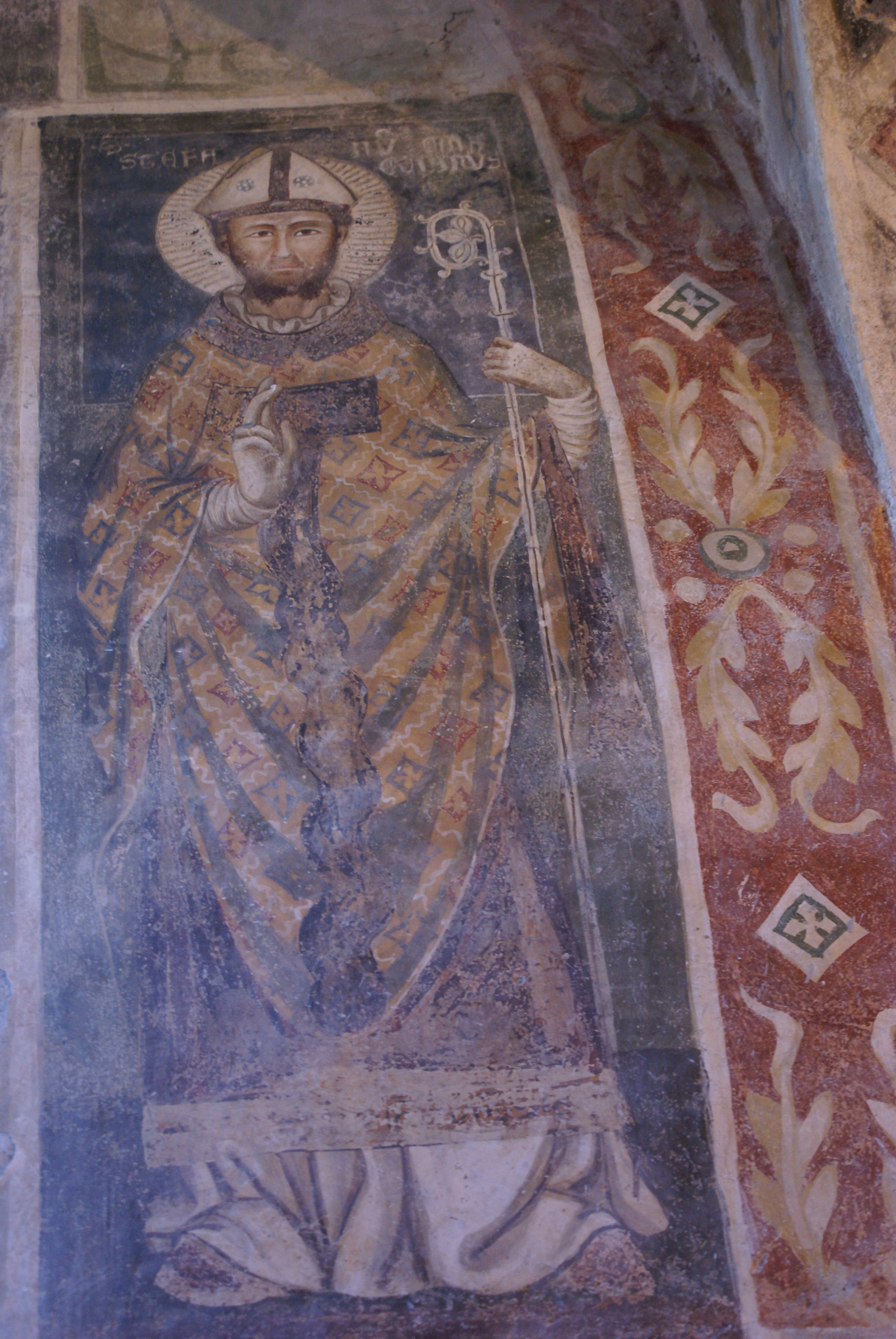
Piana di Monte Verna, chiesa di santa Maria a Marciano, santo Stefano diacono (1400 - 1430)

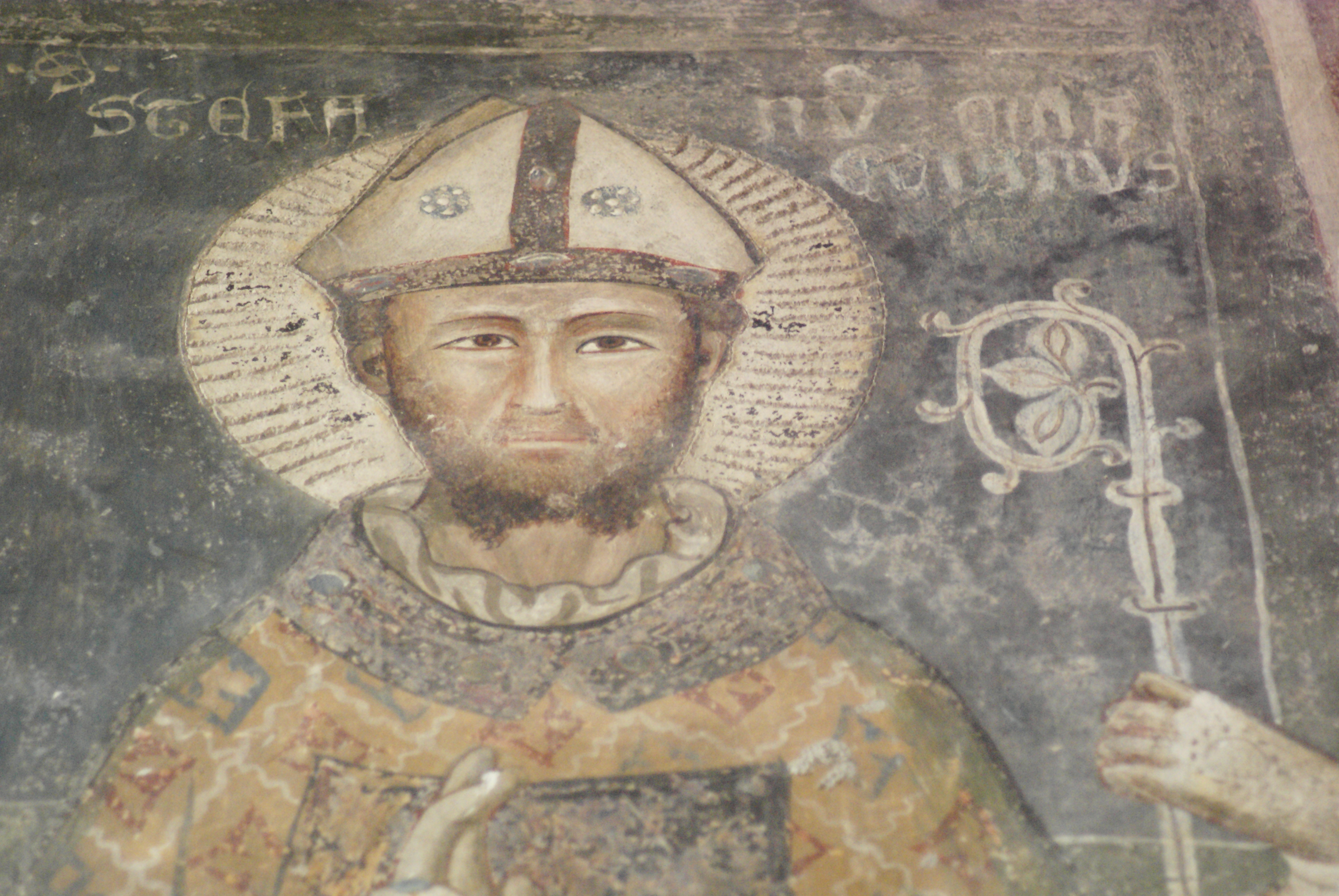
Piana di Monte Verna, chiesa di santa Maria a Marciano, santo Stefano diacono (1400 - 1430)

Si riconoscono diverse fasi molto diverse per stile e qualità, a oggi prive di attribuzioni consolidate e convincenti. Alla prima fase appartiene tra gli altri l'affresco con san Luca commissionato nel 1334 da Giovanni Cammarrio (cappella a destra). 
Altri affreschi (per esempio il santo Stefano diacono della cappella sinistra) sono pertinenti a una successiva fase di gotico internazionale (primi decenni del 1400). 

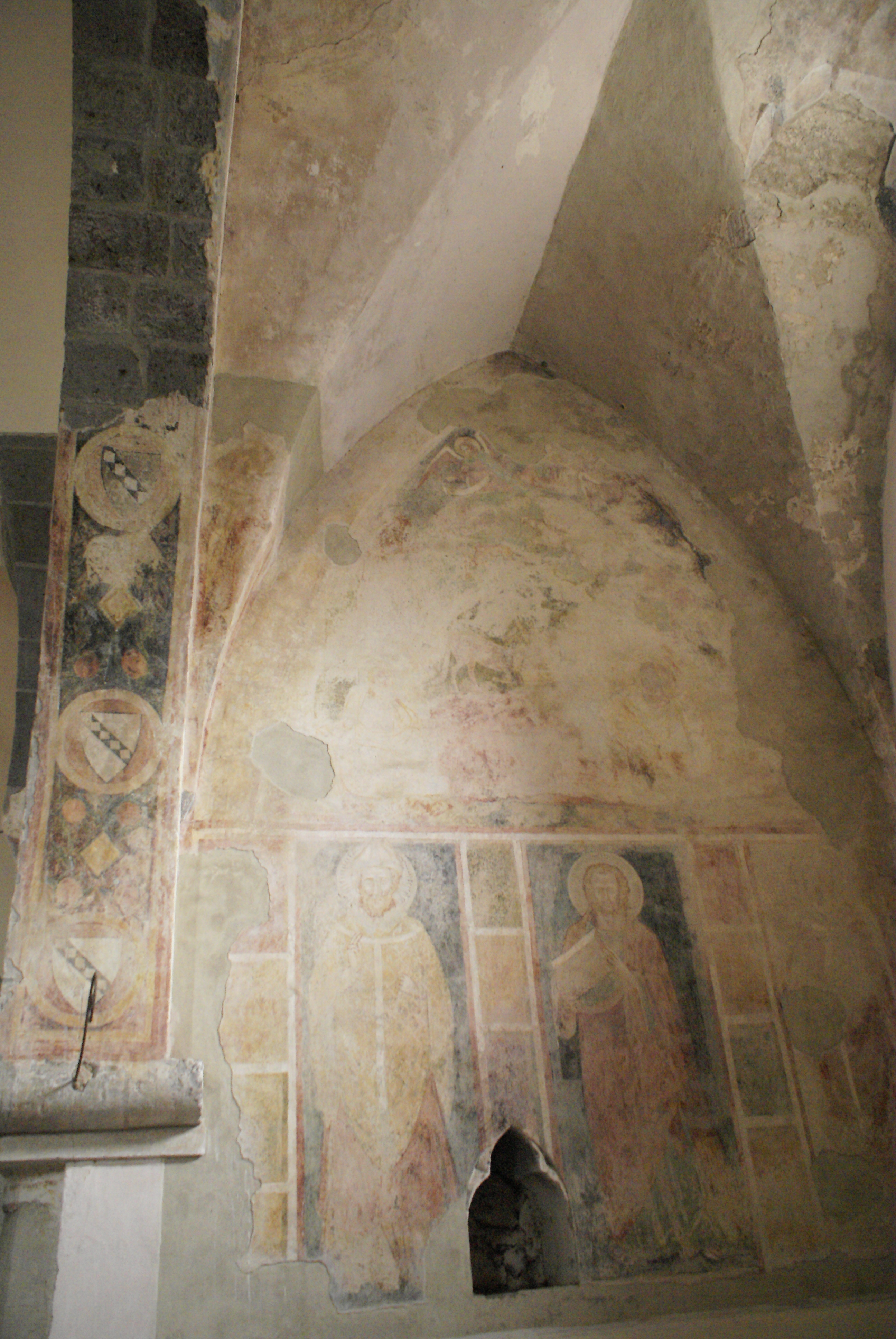
Piana di Monte Verna, chiesa di santa Maria a Marciano, presbiterio, affreschi

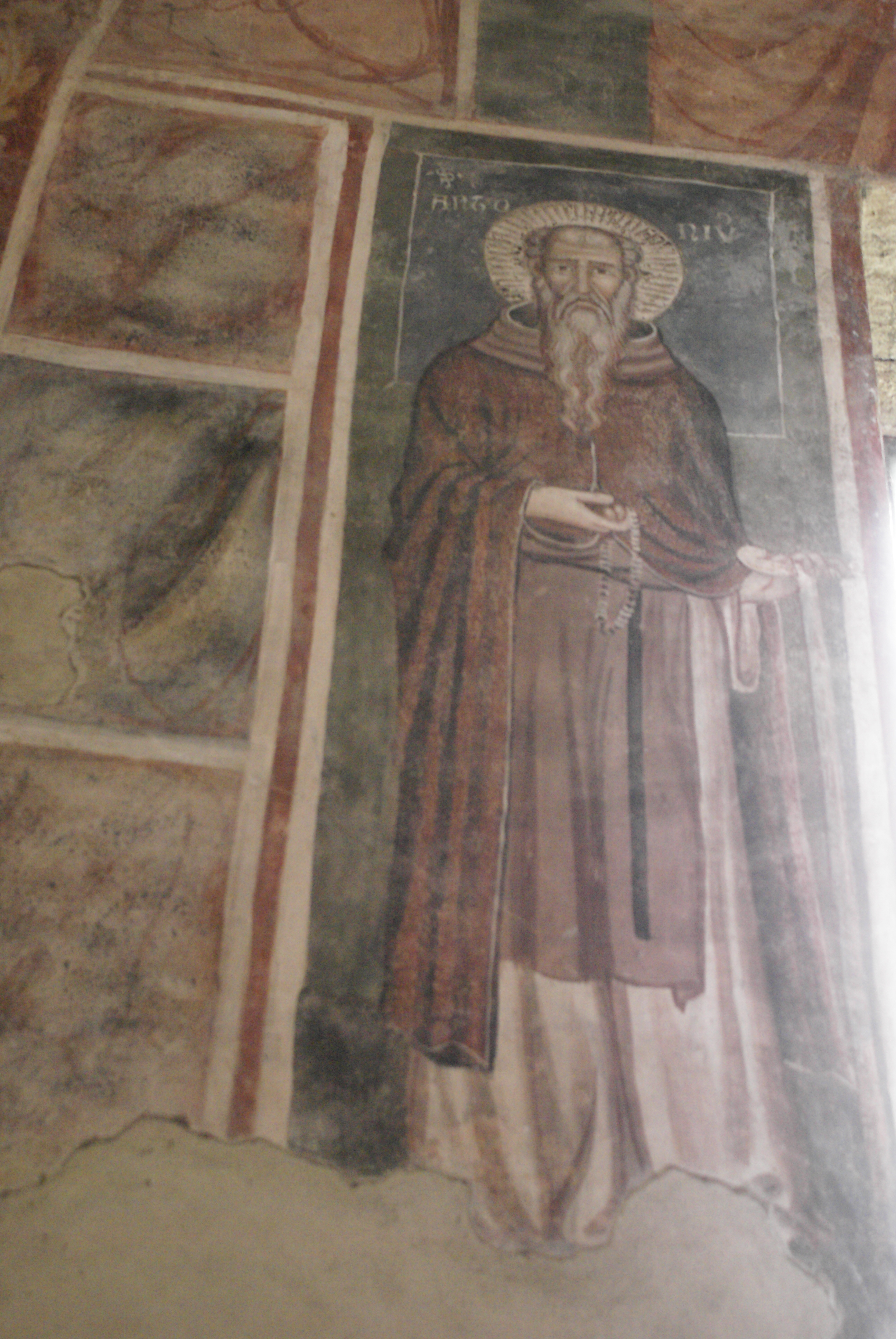
Piana di Monte Verna, chiesa di santa Maria a Marciano, sant'Antonio abate (1400 - 1430)

Una terza fase è databile tra gli ultimi due decenni del 1400 (Madonna in Trono col Bambino della parete di fondo del presbiterio, di ambito vicino a Francesco Cicino da Caiazzo e i primi tre del 1500 (gli affreschi popolareggianti del transetto destro e il trittico della cappella sinistra).

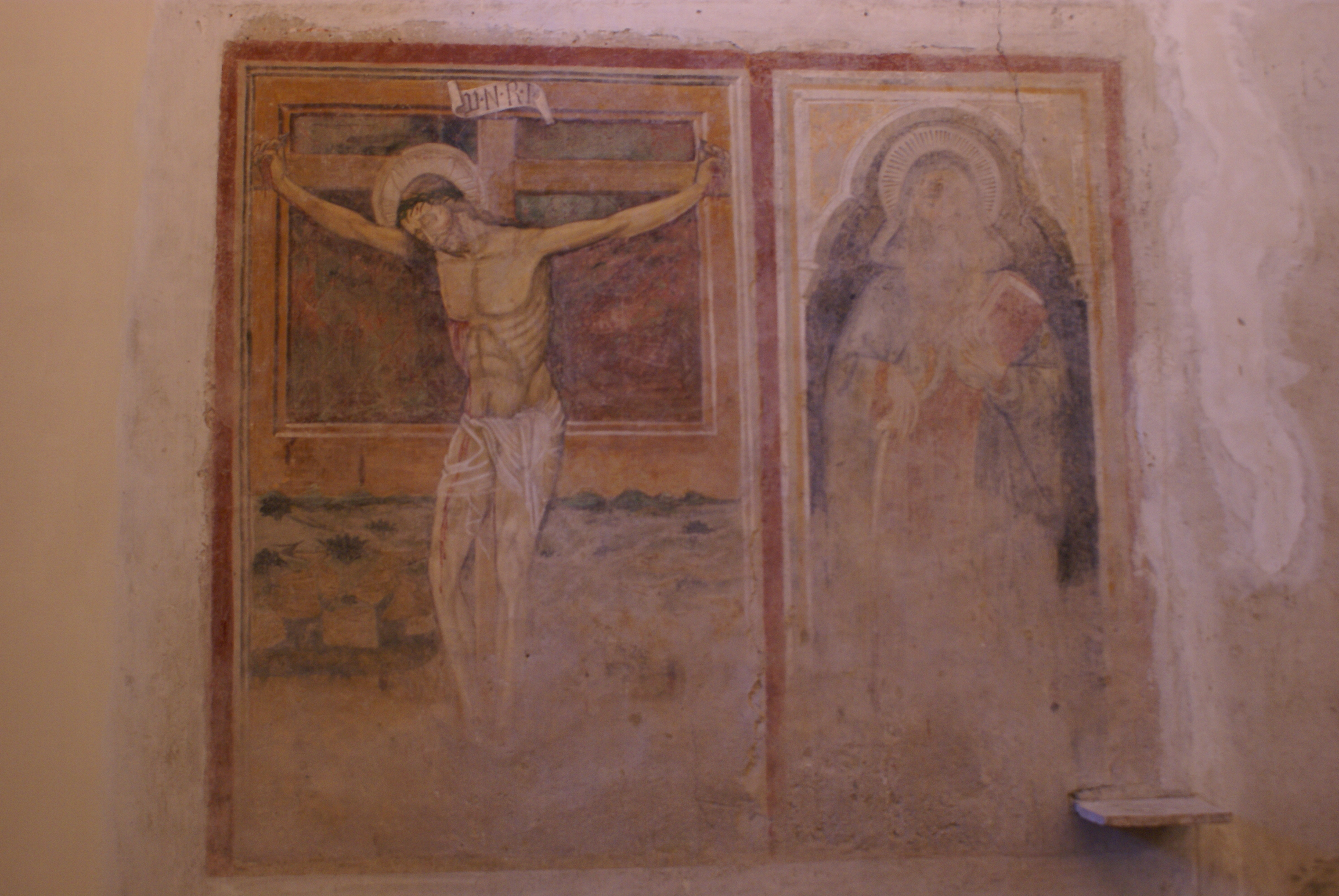
Piana di Monte Verna, chiesa di santa Maria a Marciano, crocefissione rinascimentale (a sinistra)